# Enrique Estrada
Enrique Estrada Reynoso (Moyahua, 15 juli 1889 - Mexico-Stad, 3 november 1942) was een Mexicaans militair en politicus.
Bij het uitbreken van de Mexicaanse Revolutie sloot hij zich aan bij Francisco I. Madero, en hij streed aan de zijde van Pánfilo Natera tegen de dictatuur van Victoriano Huerta en hij klom op tot generaal. Na de overwinning van de constitutionalisten werd hij gouverneur van zijn thuisstaat Zacatecas en na 1920 minister van defensie.
Estrada was echter niet zo radicaal als de meeste andere regerende politici, en hij probeerde de belangen van rijke landeigenaren te verdedigen. Toen Adolfo de la Huerta in opstand kwam tegen de regering sloot Estrada zich dan ook bij de opstand aan. Estrada had het bevel over het westelijke front van de opstandelingen, in Zacatecas en Jalisco. De delahuertistas werden echter verslagen en Estrada werd naar de Verenigde Staten verbannen. In 1926 werd hij gearresteerd in Californië, wegens het voorbereiden van een staatsgreep. hij werd tot 21 maanden gevangenisstraf veroordeeld.
Onder het presidentschap van Lázaro Cárdenas kreeg hij amnestie en keerde hij terug naar Mexico. Hij diende als afgevaardigde en senator, voordat hij in 1942 overleed. Hij is begraven in het mausoleum van illustere mannen op La Bufa, een heuvel even buiten Zacatecas. Zijn geboorteplaats Moyahua is naar hem Moyahua de Estrada genoemd.
- Library of Congress Control Number: n2019044929
- Virtual International Authority File: 9129156565738323500003